# Baños de San Vicente

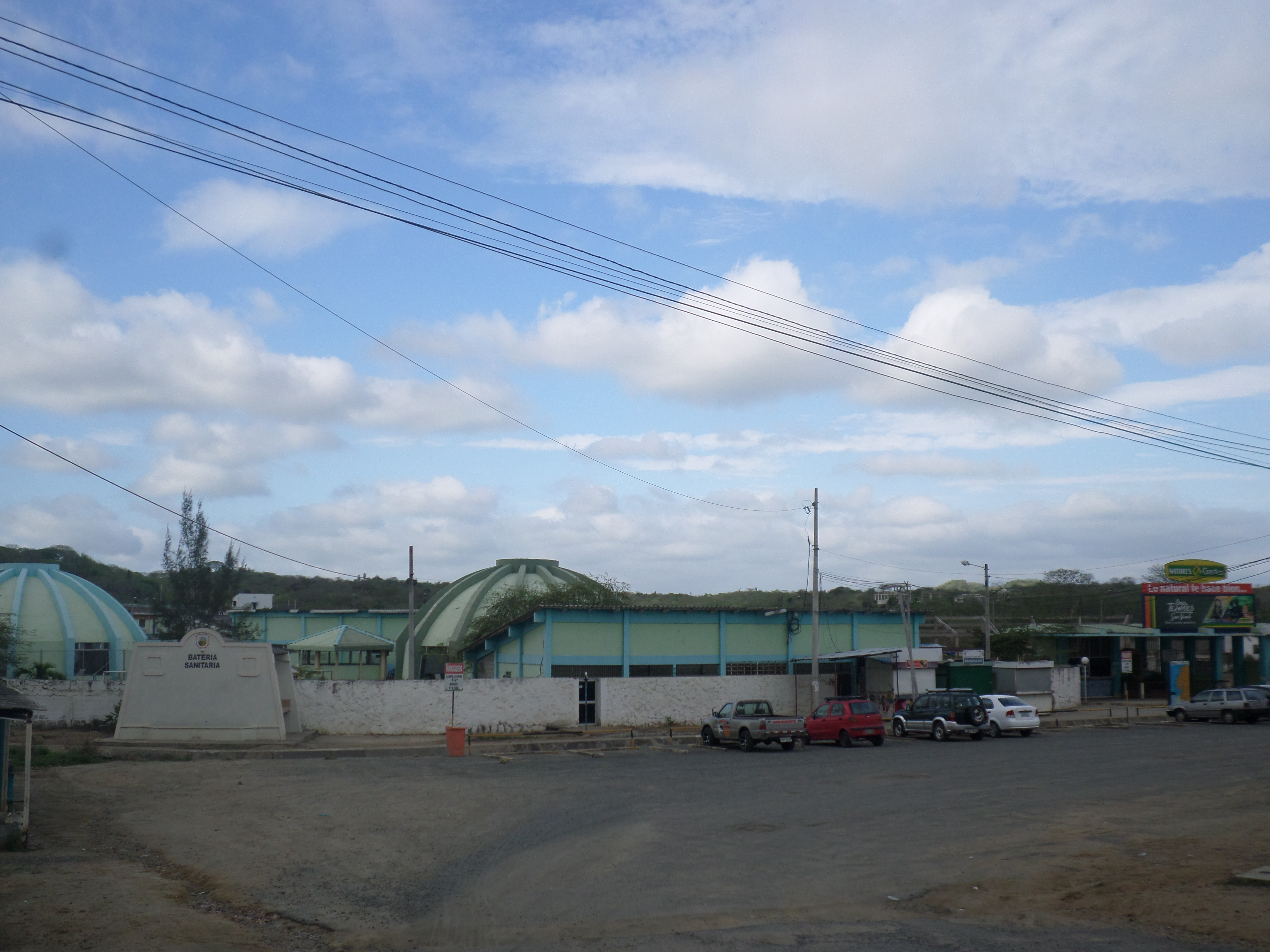
Vista de Baños de San Vicente

Baños de San Vicente es una comuna perteneciente al cantón Santa Elena (Ecuador), allí se encuentra el complejo turístico Baños termales de San Vicente, único complejo termal de la costa ecuatoriana. A este sitio, por su agua y su lodo, se le atribuyen beneficios curativos.
La comuna está situada en el km 104 de la vía Guayaquil-Salinas. Mediante una bifurcación de 15 kilómetros de una carretera de segundo orden.

## Historia

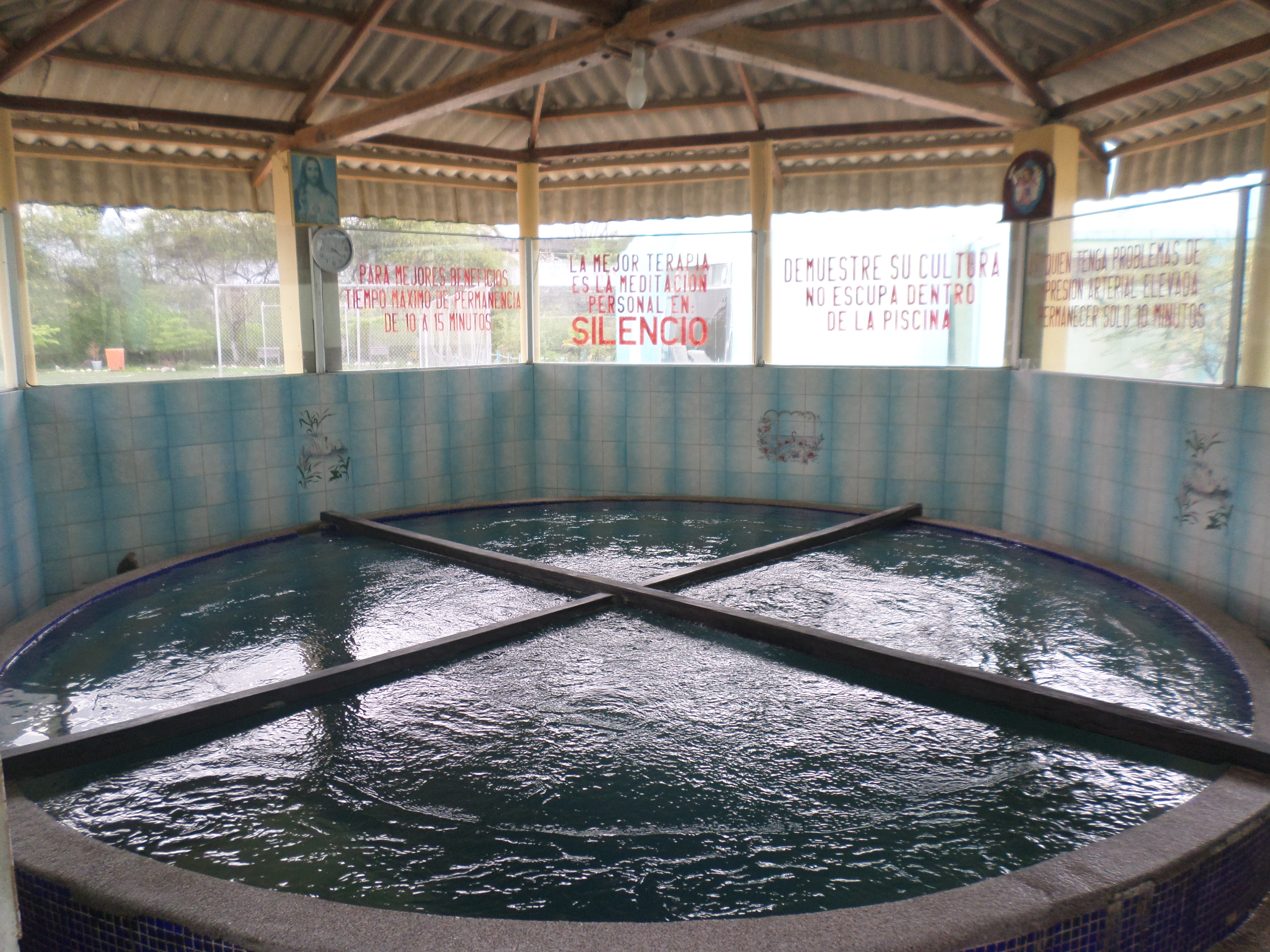
Piscina termal

Este recinto fue fundado a principios del siglo XX, por Telésforo Villacrés, un empresario de Guayaquil que explotaba madera de la zona para la construcción del Ferrocarril Guayaquil-Salinas que en aquel tiempo estaba en construcción. El Propio Villacrés había descubierto la fuente de las aguas termales, lo que motivó que ubicara allí un campamento. Además instaló una yesera, lo cual atrajo muchos habitantes del Morrillo que decidieron migrar con sus familias, para trabajar, el desplazamiento de estos comuneros al nuevo asentamiento de Baños San Vicente habría comenzado cuando Villacrés le solicitó a uno de los trabajadores del ferrocarril, que era de El  Morrillo, que le consiga trabajadores. Este comunero se trasladó a Baños San Vicente con familiares y amigos, todos del Morrillo convirtiéndose en los primeros migrantes del lugar. Esas primeras familias eran en su mayoría Orrala y Domínguez.
El empresario construyó piscinas alrededor de la fuente de aguas termales y entrega la propiedad de las mismas al municipio, este construyó un complejo turístico y puso de administrador del complejo a personal del municipio. Después llegaron familia Morey y Reyes, el primero puso un hotel en el lugar y el segundo era empleado del gobierno encargado del complejo. 
Los baños termales fueron del municipio hasta el año 83. Ese año el fenómeno del niño destruyó una buena parte del complejo y se produjo y déficit financiero la cual obligó a traspasar la administración del complejo en comodato al Dituris (Dirección nacional de turismo), ahora ministerio de turismo situación que se mantiene en la actualidad, una vez construido el complejo turístico de aguas termales Telésforo Villacrés.

## Complejo termal
El establecimiento de aguas medicinales se levanta en una extensión de cuatro hectáreas y actualmente están disponibles para los turistas cuatro piscinas terapéuticas, además de la zona de fango con lodo volcánico. Quienes han visitado el lugar testimonian de los múltiples beneficios recibidos en sus tratamientos de salud.
Dentro de las piscinas hay piedras que son parte de sus fuentes termales subterráneas. El agua se distribuye en la piscina y sirve de terapia para dolores articulares, musculares y lesiones.